# Place du Colonel-Fabien (Nancy)
Pour les articles homonymes, voir Place du Colonel-Fabien.
La place du Colonel-Fabien est une place de la commune de Nancy, dans le département de Meurthe-et-Moselle, en région Lorraine. Elle figure parmi les plus anciens lieux de Nancy, étant notamment la place la plus ancienne de la cité.

## Situation et accès
De forme rectangulaire la place du Colonel-Fabien est sise au sein de la Vieille-Ville de Nancy, à proximité immédiate de l'église Saint-Epvre, dont la place borde la façade occidentale, et de la place Saint-Epvre. La place appartient administrativement au quartier Ville Vieille - Léopold.
Elle dessert les rues du Cheval-Blanc, des Dames, La Fayette et du Moulin. La seule fontaine Wallace de Nancy y est installée.

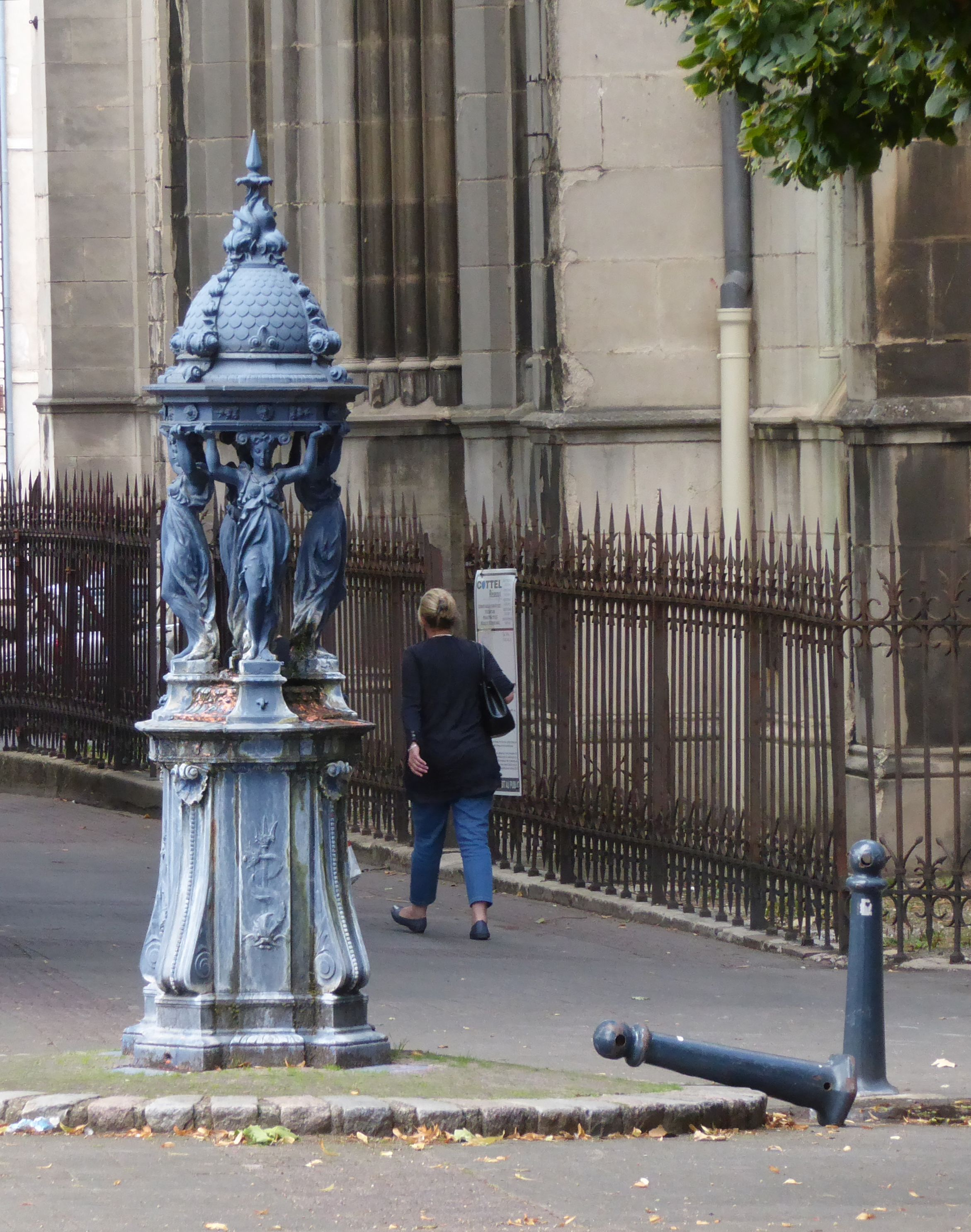
Fontaine Wallace

## Origine du nom
La place du Colonel Fabien se nommait primitivement Place du Chastel, puis Place des Dames. La voie est nommée depuis 1945 d'après le Colonel Fabien, un résistant français.

## Historique
C'est la plus ancienne place de Nancy, sa naissance remontant au XIIe siècle et à la création de Nancy, qui n'était alors qu'un château fort appelé Vieil Chastel. C'est à partir de cette place que commença l'urbanisation de la Ville-vieille. La place était au Moyen Âge un lieu où se déroulait fêtes, marché, joutes, tournois et courses diverses.
Jeanne d'Arc a visité la place, à la rencontre du duc de Lorraine Charles II, avant de se rendre auprès de Charles VII, roi de France.

## Bâtiments remarquables et lieux de mémoire
- no 11 : Hôtel de Ludre, édifice objet d’une inscription au titre des monuments historiques par arrêté du 14 avril 1944[2].
- no 12 : Immeuble, édifice objet d’une inscription au titre des monuments historiques depuis 1944[3].
- no 19 : Immeuble, édifice objet d’une inscription au titre des monuments historiques depuis 1945[4].